# 美国电影分级制度
美国电影分级制度始于1968年，是美國民间组织“美国电影协会”制定的自愿分级制度，既避免由政府官员来审查电影艺术和管束电影工作者，又及时帮助家长做出什么电影适合他们的孩子观看的决定。

## 美国早年的电影审查
电影可能会因为性、暴力和宗教等原因触犯部分人士甚至某社区多数人的审美和道德价值观，所以，美国电影史上一直存在着创作自由与非礼勿视之间的矛盾。
从1930年代到1960年代，美国各大制片厂组成的行业协会定有“电影制作守则”，所有电影必须通过协会的审批。
守则的三大原则是：
- 不得降低观众的道德标准；
- 必须反映正确的生活标准；
- 不得嘲讽自然和人类法则或者同情违法犯罪。

按照这套守则，在美国影院上映的电影严禁有裸体或挑逗性的舞蹈镜头，不得有露骨的犯罪过程描绘，不得有引起邪念的性感亲吻，不得羞辱美国国旗等等。
除了行业自律，美国各州和地方当年还有一些电影审查委员会，这带有公权力审查电影的性质。一些被审查者视为“不道德”、“亵渎神圣”或者“有害”的电影，会被拒发放映许可证。
1940年代，南方田纳西州的孟斐斯市曾禁演过反映黑人遭受种族歧视的电影。

### 最高法院裁决
然而，社会道德标准在不断演变，昔日某些引起公愤的社会禁忌可能成为当今人们习以为常的事情。
1943年的西部电影《不法之徒》(The Outlaw) 并没有裸体镜头，但是电影协会却认为影片刻意渲染女主角的胸部因而拒绝批准，如今这起事件早已成了好莱坞的笑谈。
与此同时，包括《不法之徒》，导演霍华德·休斯在内的一些电影制作人和放映商并不是消极坐等社会道德的演变，而是主动挑战大制片厂和政府的内容审查。他们的抗争手段包括到法庭维权。有些官司一路打到美國最高法院，双方互有胜负。
按照最高法院的判例，电影也是一种艺术表达形式，受宪法第一修正案有关言论自由的保护，但是，"淫秽" (obscenity) 不属言论自由范畴。
然而，在1965年，最高法院又裁决，各地政府的审查委员会必须及时批准影片上映，如果要拒批某部影片，必须诉诸法院，而 "淫秽" 作品的举证负担在政府审查者一方。在这项裁决之后，各地的电影审查委员会就渐渐消失了。

## 美國電影協會電影分級
自1990年代晚期，美國電影協會（MPA）的分級如下：
| 评级符号            | 含義 |
| ------------------- | --- |
| G rating symbol     | G（大众级 - 所有年齡皆可觀看） （General Audiences - All ages admitted） 此类影片不含或僅含少量會讓家長在讓兒童觀賞時感到被冒犯的內容，无需家长陪同。該評級也是目前唯一無評級理由的評級。 |
| PG- rating symbol   | PG（建议家长指导 - 一些内容可能不适合儿童观看） （Parental Guidance Suggested - Some material may not be suitable for children） 此类影片包含部分家長可能認為不適合兒童的內容，因此建議家長可同時進行指導。                                                                                         |
| PG-13 rating symbol | PG-13（家長特別留意 - 一些内容可能不适合13岁以下儿童观看） （Parents Strongly Cautioned - Some material may be inappropriate for children under 13） 此类影片有部分内容对13岁以下儿童不适宜，需要有父母陪同观看。此类影片动作暴力适当，含有少量血腥场面及不雅用语，但也包含可能令人情绪不安的情节。 |
| R rating symbol     | R（限制級 - 未滿十七歲人士必须由家长或成年监护人陪同） （Restricted - Under 17 requires accompanying parent or adult guardian） 此类影片中常有大量血腥暴力、惊悚恐怖、裸露性爱或吸毒场景，且有大量性暗示及不雅用语/冒犯性言论等，17岁以下人士必须由父母或者监护陪伴才能观看。                       |
| NC-17 rating symbol | NC-17（只准成人观看 - 17歲或以下人士不得觀看） （Adults Only - No one 17 and under admitted） 此类影片其中常有清楚的性爱场面，大量的吸毒或暴力镜头以及脏话等，因此僅適合成人觀看。 |

為了吸引人们闔家来电影院，许多大众电影院不放映NC-17级的影片。制片商为了增加票房收入，也会主動刪減镜头。
虽为自愿评级制度，但身为电影协会成员的各大制片厂都会把他们的电影送给评级委员会审定。但另一方面，一些外国影片或者独立制作的影片，因为事先就不指望大量发行，因此也可无需送审。这些“未评级”（Unrated）影片可能只在数量有限的艺术片电影院放映。